# ヘルタ・ボーテ
ヘルタ・ボーテ（Herta Bothe, 1921年1月8日 - 2000年3月16日）は、ナチス・ドイツ時代の強制収容所に勤務した女性看守。戦後、戦争犯罪の容疑者として逮捕されたものの、最終的に釈放されている。

## 若年期
ヘルタ・ボーテはメクレンブルク＝シュヴェリーンのテーテロウに生まれた。1938年、17歳になったボーテは実家の材木店で父親を手伝いつつ、一時的に地元の工場で働いた後に看護婦の職に就く。1939年、ドイツ女子同盟のメンバーとなる。この頃、彼女は運動競技会で非常に優れた成績を残したという。

## ラーフェンスブリュックとシュトゥットホーフ
1942年9月、ボーテはラーフェンスブリュック強制収容所の看守職に就く。ラーフェンスブリュックでの4週間の研修を終えた後、彼女はダンツィヒのシュトゥットホーフ強制収容所に女性看守(Aufseherin)として配属された。ボーテはしばしば収容者を虐待した為、「シュトゥットホーフのサディスト」と呼ばれ恐れられた。
1944年7月、彼女はゲルタ・シュタインホフ上級女性看守(Oberaufseherin)の命令に基づき、東ブロンベルク収容所に異動する。
1945年1月21日、24歳になったボーテはポーランドにてベルゲン・ベルゼン強制収容所へ向かう女性収容者の「死の行進」に同行した。また、この最中の1945年2月20日から26日にかけて、ボーテは囚人と共にアウシュビッツ強制収容所に一時的に滞在したという。

## ベルゲン・ベルゼン

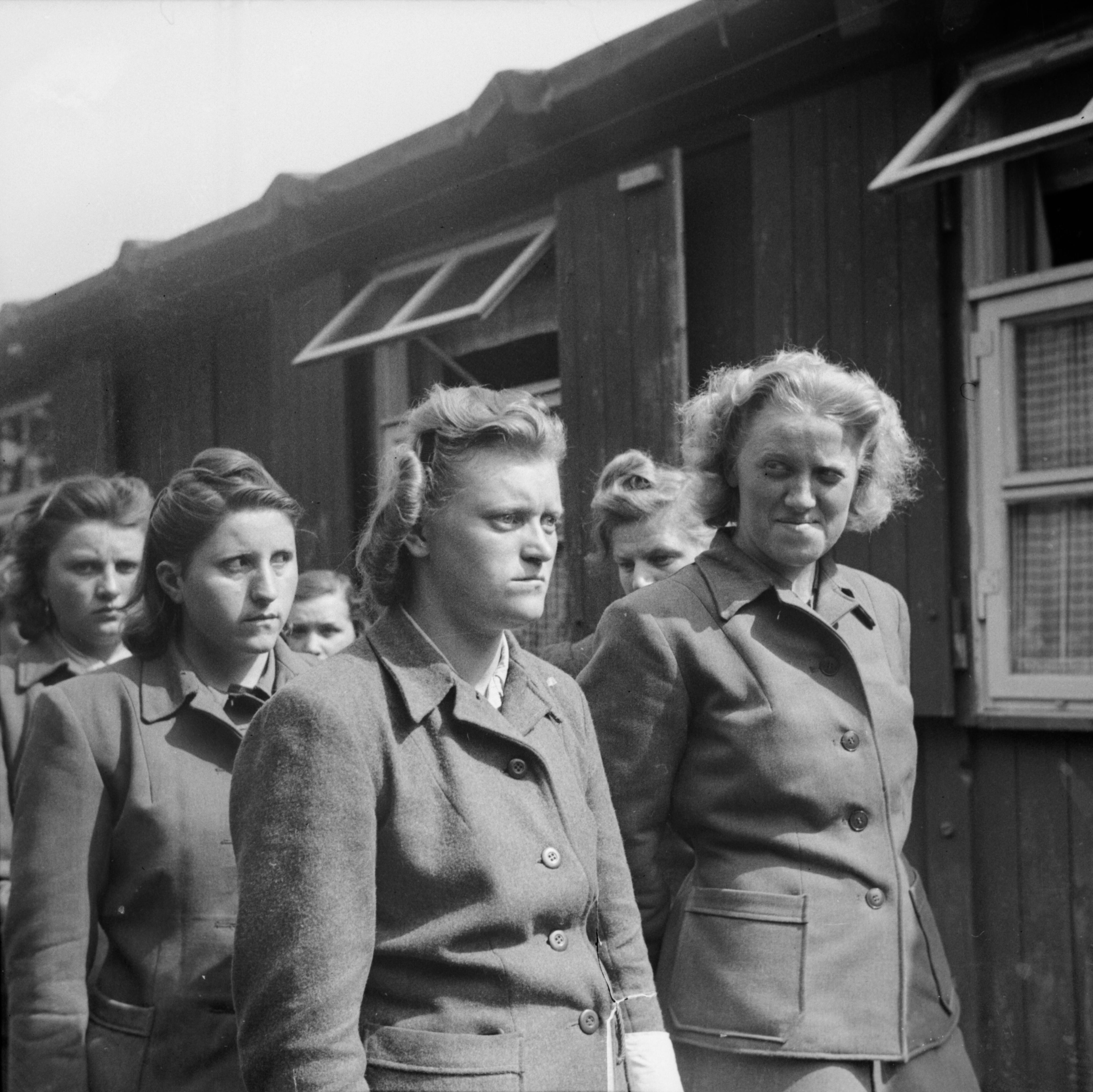
ベルゲン・ベルゼン強制収容所の連合国による解放で連行されるベルゼンら女性看守
（左列2人目の女性・その前にイルマ・グレーゼ）

ベルゲン・ベルゼンではおよそ60名の女性収容者から構成される木材伐採部隊を指揮監督した。1945年4月、収容所が解放される。
彼女はベルゲン・ベルゼンで捕虜となったものの内、女性としては最も階級が高かったという。また、他の女性看守らがSS隊員用の黒色長靴を履いていたのに対して、ボーテは制式品ではない私物の靴を履いていた。収容所を占領した連合軍の兵士は彼女に死んだ収容者の埋葬を行わせた。60年後に行われたインタビューで彼女が語ったところによれば、埋葬作業の際に手袋をする事は連合軍兵士によって禁じられていた為、死体からチフスに感染する事を非常に恐れていたという。死体の多くは持ち上げようとすると手足がちぎれる程に腐敗していた。また、この作業で腰を痛めたボーテはひどい腰痛に苦しめられる事になる。ベルゲン・ベルゼンにおけるこれらの収容所解体業務が終了した後、彼女はツェレにて収監された。
ベルゼン裁判では「冷酷な監督者」と呼ばれ、囚人をピストルで脅した事などについて懲役10年の判決が下された。しかし1951年12月22日、英国政府による特赦を受けて釈放された。

## 戦後
2004年に放送されたインタビューの中で、看守になる決断をした事について尋ねられたボーテは次のように自己弁護を図った。
| 「 | あなたの言う間違いって何のことかしら？ううん……答える必要があるのかしら。私が間違った？いいえ。間違いは、そこが強制収容所だった事だけど、そこで働かなきゃ私も収容されていたことよ。それが間違いだったのよ。 | 」 |